# Falsogastrallus unistriatus
Falsogastrallus unistriatus is een keversoort uit de familie klopkevers (Anobiidae). De wetenschappelijke naam van de soort is voor het eerst geldig gepubliceerd in 1897 door Zoufal.